# Clematis millefoliata
Clematis millefoliata är en ranunkelväxtart som beskrevs av August Wilhelm Eichler. Clematis millefoliata ingår i släktet klematisar, och familjen ranunkelväxter. Inga underarter finns listade i Catalogue of Life.